# マニウス・トゥッリウス・ロングス
マニウス・トゥッリウス・ロングス（ラテン語: Manius Tullius Longus、コグノーメンはトレリヌス（ラテン語: Tolerinus）とも）は、共和政ローマ初期の政治家・軍人。紀元前500年に執政官（コンスル）を務めた。

## 経歴
紀元前500年にセルウィウス・スルピキウス・カメリヌス・コルヌトゥスと共に執政官に就任。ティトゥス・リウィウスはこの年に特筆すべき事項は起きなかったとする。ハリカルナッソスのディオニュシオスによると、この年にフィデナエとの戦争が起こり、ロングスが軍を率いたとする。ロングスはフィデナエ領を略奪し、フィデナエを包囲した。しかしローマでの陰謀を知り、全軍を率いて戻った。この陰謀は最後のローマ王タルクィニウス・スペルブスが復位を狙ったもので、同僚執政官のカメリヌスが復位を狙う陰謀を防いだとする。
ロングスは年末に開催された競技会で戦車から落車し、3日後に死亡した。補充執政官は選出されずカメリヌスが単独で残りの期間の執政官業務を務めた。